# 飯田家義
飯田 家義（いいだ いえよし、生没年不詳）は、平安時代末期から鎌倉時代初期の武将。桓武平氏秩父氏流渋谷重国の子。兄弟に光重、高重、時国、重助、重近、佐々木秀義室。
相模国高座郡長後（藤沢市）で誕生した。大庭御厨の管理を行っていた大庭景親との所領争いの末鎌倉郡飯田郷（横浜市泉区）を治める。その後、景親と和睦しその娘を娶った。　
1180年（治承4年）、源頼朝が起こした石橋山の戦いでは、源氏方に加勢する計画であったが境川の前を平家方の総大将・景親に、後方を弟の俣野景久に挟まれ、その場は平家方として参戦した。しかし戦いの末少数となった頼朝勢を土肥の椙山（すぎやま）へと逃避させた。なお椙山で頼朝は大庭軍の梶原景時に居所を知られるが、未発見を装うことで景時も頼朝の窮状を救った。
しかし後の富士川の戦いにて、家義は源氏方に参戦して武勲を挙げ、また石橋山での救援の件により頼朝から厚く信任され、論功行賞において平氏側だった者では家義だけが飯田郷を安堵され、地頭に任ぜられた。1200年（正治2年）北条義時の命を受け、かつて石橋山の戦いで頼朝を救った仲である梶原景時を倒し駿河国大岡（沼津市）の地頭職を得た（梶原景時の変）。
晩年を過ごした飯田郷には、現在富士塚城址公園があり、空堀の跡も僅かだが残されている。

## 画像集

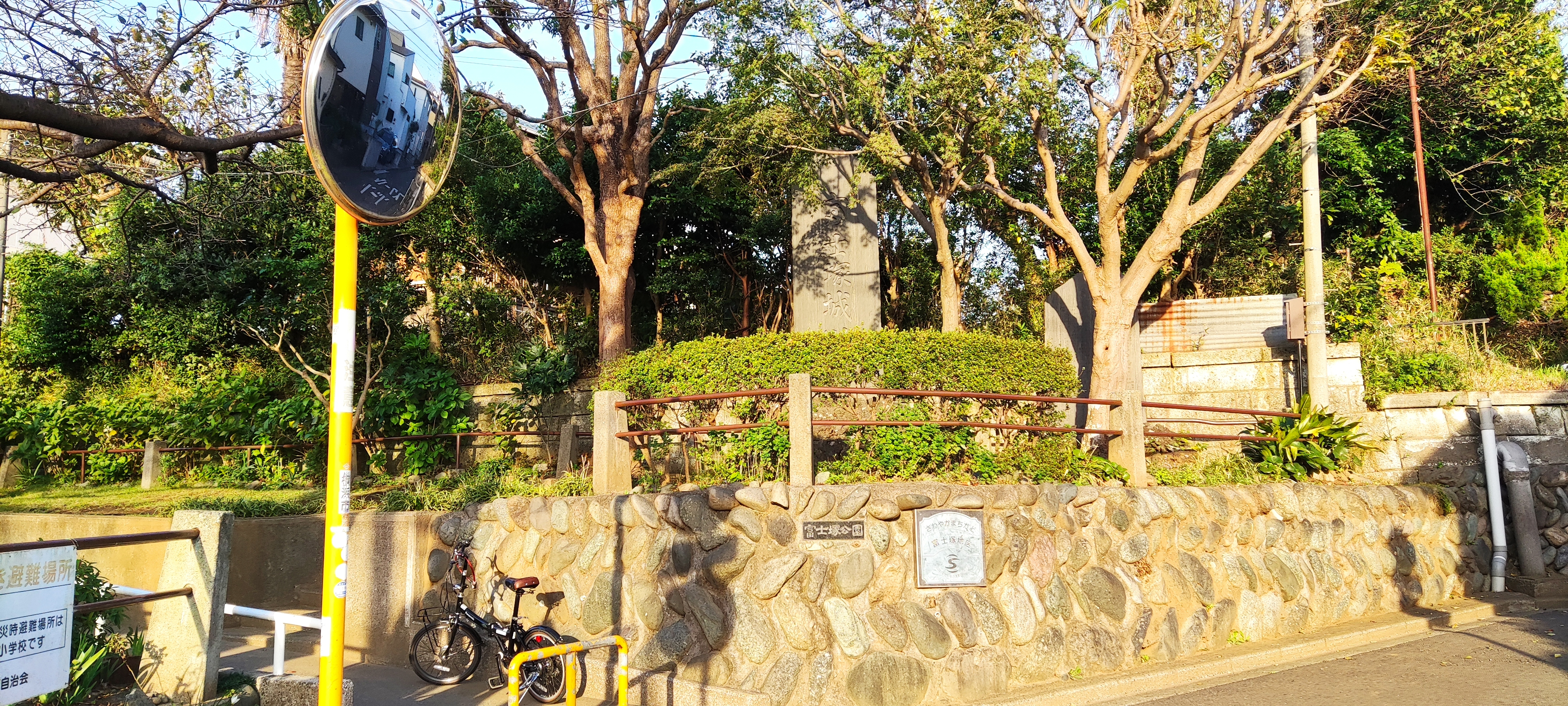
富士塚公園（横浜市）（神奈川県横浜市泉区下飯田町1015‐1）
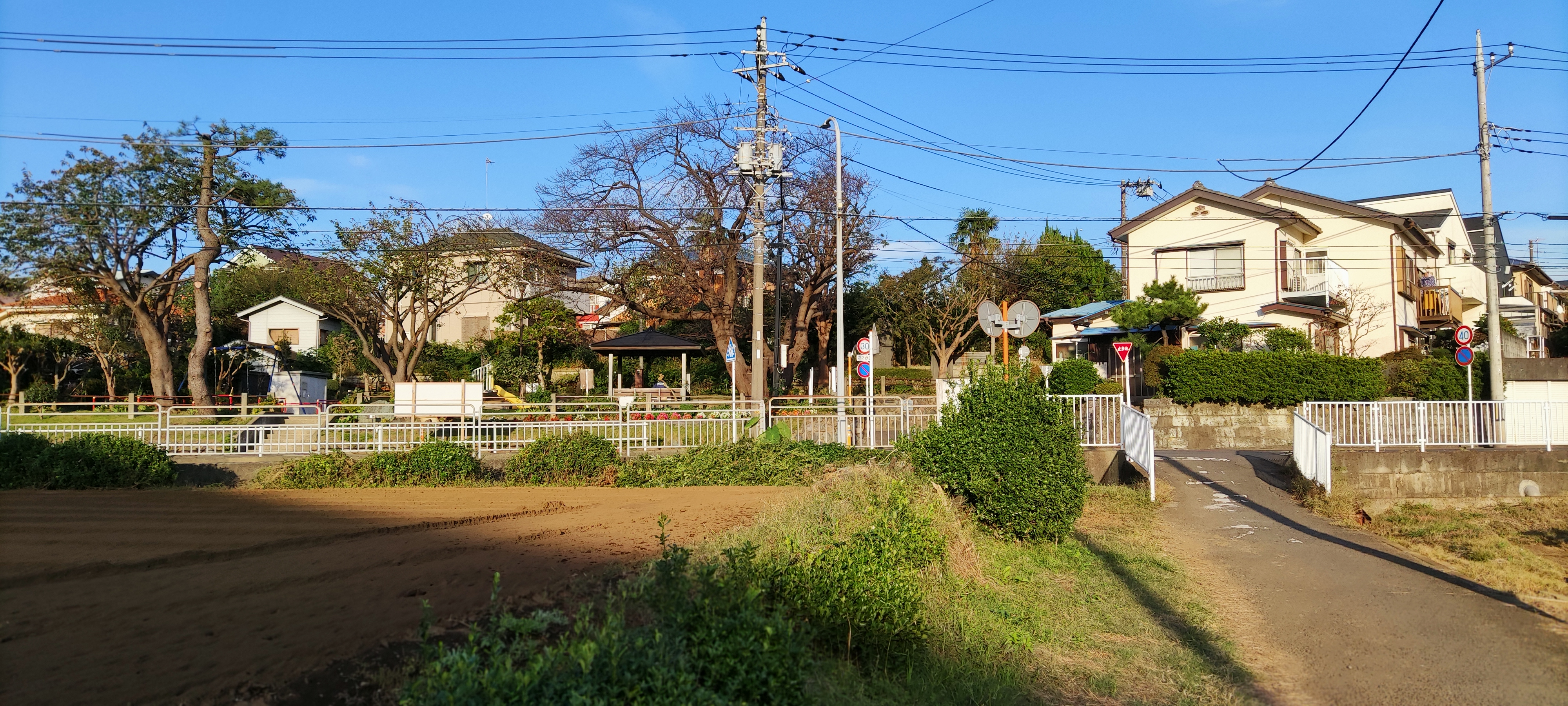
富士塚公園（横浜市）全景（最寄駅相鉄いずみ野線ゆめが丘駅・横浜市営地下鉄ブルーライン下飯田駅）